# Цилинская, Наталья Валерьевна
Ната́лья Вале́рьевна Цили́нская (бел. Наталля Валер'еўна Цылінская; род. 30 августа 1975, Минск) — белорусская велогонщица. Заслуженный мастер спорта Республики Беларусь (2000).
В настоящее время живёт в Минске.

## Образование
Окончила среднюю школу № 128 г. Минска, Академию физического воспитания и спорта Республики Беларусь (1999).

## Спортивные достижения
- 28-кратный победитель этапов кубка мира,
- 8-кратная чемпионка мира,
- бронзовый призёр Олимпийских игр 2004.

В апреле 2006 года в Бордо (Франция) прошёл мировой форум велосипедистов — мастеров трека, на котором Цилинская выиграла гит на 500 метров и спринт.

## Общественная деятельность
- Спортивный директор ООО «Велосипедный клуб „МИНСК“»[2].
- Спортивный директор ОО «Белорусская федерация велосипедного спорта» (БФВС).
- Член Исполкома БФВС и заместитель Председателя БФВС[3].

## Политические взгляды
Подписывала открытое письмо спортивных деятелей страны, выступающих за действующую власть Беларуси после жестких подавлений народных протестов в 2020 году.

## Семья
Разведена. Трижды была за мужем. От первого брака имеет дочь Марию (20.05.1997 г.р.), от третьего — дочерей Анну (05.02.2010 г.р.), Екатерину (31.01.2012 г.р.) и сына Михаила (22.04.2015 г.р.).

## Награды
В 2007 году к дню независимости Республики Беларусь за достижение высоких спортивных результатов на международных соревнованиях, активную деятельность по популяризации физкультуры и спорта, развитии физкультурно-спортивных традиций была награждена специальной премией Президента Республики Беларусь «Спортивный Олимп».